# 圖庫瓦查納山
14°04′26″S 70°14′21″W / 14.07389°S 70.23917°W
圖庫瓦查納山（Tucuhuachana），是秘魯的山峰，位於該國東南部普諾大區，由卡拉瓦亞省的伊圖瓦塔區負責管轄，屬於卡利亞瓦亞山脈的一部分，海拔高度約5,000米。